# Гирсхаузен
Гирсхаузен (њем. Giershausen) општина је у њемачкој савезној држави Рајна-Палатинат. Једно је од 119 општинских средишта округа Алтенкирхен (Вестервалд). Према процјени из 2010. у општини је живјело 91 становника. Посједује регионалну шифру (AGS) 7132041.

## Географски и демографски подаци
Гирсхаузен се налази у савезној држави Рајна-Палатинат у округу Алтенкирхен (Вестервалд). Општина се налази на надморској висини од 275 метара. Површина општине износи 2,1 km². У самом мјесту је, према процјени из 2010. године, живјело 91 становника. Просјечна густина становништва износи 43 становника/km².